# 床佐渡
床佐渡（とこさど、1950年11月11日 - ）は、大相撲の元床山。本名は安田秀一。北海道出身。佐渡ヶ嶽部屋に所属していた。最高位は特等床山。

## 人物
床山としての入門前は力士であった。力士として入門した当時の部屋は、床山のいない状態だったため、力士同士で髷を結い合っていた。力士時代、時間がないのに兄弟子の髷を結わされたために、自分の取組の出番に間に合わなくなる事態が起こり、叱られて嫌気がさしかけていたところ、床山に転身しないかという話が起こったという。力士としての最高位は西序二段64枚目であったが、力士時代には一度も勝ち越しがなく、下から押し上げられるなど番付編成の都合上で番付が上がっていくケースばかりであった。
床山に転身すると、早くも大銀杏を結うことになり、同部屋の十両朝風の頭を借りて稽古を積んだ。技術を習得していくうち、「大銀杏を早く結うときは床佐渡」と巡業でも重宝されるようになったという。

## 履歴
- 1968年1月場所 - 力士として初土俵（新弟子・前相撲）。四股名は本名の「安田」。
- 1969年7月場所 - 力士としての最高位の西序二段64枚目に昇進するが、この場所限りで実質的に力士を廃業。
- 1969年9月場所 - 力士として番付に掲載された最終場所。床山として採用。
- 1999年以前 - 二等床山。
- 2000年1月場所 - 一等床山に昇進。
- 2014年1月場所 - 特等床山に昇進。
- 2015年11月場所 - 停年退職。

## 力士時代の成績
| | 一月場所 初場所（東京） | 三月場所 春場所（大阪） | 五月場所 夏場所（東京） | 七月場所 名古屋場所（愛知） | 九月場所 秋場所（東京）   | 十一月場所 九州場所（福岡） |
| --- | ----------------------- | ----------------------- | ----------------------- | --------------------------- | ------------------------- | --------------------------- |
| 1968年 （昭和43年） | （前相撲）              | （前相撲）              | 西序ノ口13枚目 2–5      | 東序ノ口3枚目 3–4           | 東序二段104枚目 3–4       | 西序二段87枚目 2–5          |
| 1969年 （昭和44年） | 東序二段87枚目 3–4      | 西序二段76枚目 2–5      | 西序二段76枚目 3–4      | 西序二段64枚目 3–4          | 西序二段64枚目 引退 0–0–7 | x                           |
| 各欄の数字は、「勝ち-負け-休場」を示す。 優勝 引退 休場 十両 幕下 三賞：敢=敢闘賞、殊=殊勲賞、技=技能賞 その他：★=金星 番付階級：幕内 - 十両 - 幕下 - 三段目 - 序二段 - 序ノ口 幕内序列：横綱 - 大関 - 関脇 - 小結 - 前頭（「#数字」は各位内の序列） |                         |                         |                         |                             |                           |                             |